# パエトンの墜落
『パエトンの墜落』（パエトンのついらく、英語: The Fall of Phaeton）とは、ピーテル・パウル・ルーベンスによる絵画である。ワシントン・ナショナル・ギャラリーに所蔵されている。
その名のとおり、ギリシア神話のパエトーンが太陽神の戦車を暴走させたために、ゼウスの雷を受けて墜落する場面を描いている。ルーベンスは、ゼウスが投げた雷を描くことにより、暗さを維持させ、パエトーンと馬の顔をわかりやすくし、光のコントラストを調節した。人物の体の集合体も同じように暗い部分と明るい部分を分離し表情を目立たせている。また、楕円形の周囲に観る者の視点をうまく移動させるため、配置が工夫されている。